# سليمان البدر
سليمان البدر ، وزير التربية والتعليم العالي الكويتي السابق (1991 - 1992)، كما شغل منصب عميد كلية الآداب في جامعة الكويت.

## السيرة الذاتية
الدكتور سليمان سعدون البدر القناعي مواليد الكويت - فريج القناعات، حاصل على درجة الدكتوراة مع مرتبة الشرف الأولى، في تاريخ وحضارة وآثار منطقة الخليج العربي من جامعة الإسكندرية في عام 1976 م، وبعد التخرج تم تعيينه مدرسًا بقسم التاريخ، جامعة الكويت حتى عام 1981 م فأستاذاً مساعداً بالقسم نفسه، كما شغل منصب وزير التربية في 1991 وحتى 1992 ، وأثناء توليه المنصب شهد عهده بما يسمي سنة الدمج الدراسي لأول مرة في تاريخ الكويت التربوي.
- عين مدرسا في مدرسة علي بن أبي طالب عام 1964 م.
- أرسلته وزارة التربية إلى بيروت للالتحاق بالمركز التربوي – اليونسكو لمدة عام واحد.
- عمل ممثل لمجلس التخطيط لدى لجنة المناقصات المركزية عام 1965 م
- عمل استاذا مساعدا لمدة 10 سنوات.
- عين مديرا لمركز خدمة المجتمع والتعليم المستمر بجامعة الكويت 1977 - 1980 م
- عين مساعد لمدير الجامعة خدمة المجتمع والإعلام 1980 - 1985.
- في عام 1989 م أصبح عميدا لكلية الآداب حتى عام 1991 م.

## وصلات خارجية
- سليمان سعدون البدر